# Den nakna lunchen (film)
Den nakna lunchen (engelska: Naked Lunch) är en kanadensisk-brittisk-japansk film från 1991 i regi av David Cronenberg. Filmen är baserad på romanen med samma namn av William S. Burroughs.

## Rollista (i urval)
| Peter Weller        | – William Lee         |
| Judy Davis          | – Joan Lee/Joan Frost |
| Ian Holm            | – Tom Frost           |
| Joseph Scoren       | – Kiki                |
| Julian Sands        | – Yves Cloquet        |
| Roy Scheider        | – Dr. Benway          |
| Monique Mercure     | – Fadela              |
| Nicholas Campbell   | – Hank                |
| Robert A. Silverman | – Hans                |
| John Friesen        | – Hauser              |
| Sean McCann         | – O'Brien             |